# Pelosia cinerea
Pelosia cinerea är en fjärilsart som beskrevs av Daniel 1954. Pelosia cinerea ingår i släktet Pelosia och familjen björnspinnare. Inga underarter finns listade i Catalogue of Life.